# Calendar solar
Un calendar solar este un calendar ale cărui date indică poziția Pământului în revoluția sa în jurul Soarelui (sau în mod echivalent, poziția aparentă a Soarelui în mișcare pe sfera cerească). 
Calendarele solare sunt, prin urmare, bazate pe durata anului solar, sau an tropic, de aproximativ 365 de zile. În aceste calendare anotimpurile încep întotdeauna la aceleași date (aceste date însă se pot mișca foarte încet, de-a lungul secolelor), dar lunile nu urmăresc exact ciclul fazelor lunare.

## Exemple de calendare solare
- Calendarul egiptean
- Calendarul gregorian
- Calendarul iulian
- Calendarul maia
- Calendarul aztec (Tenochtitlán)
- Calendarul Bahá'í
- Calendarul hindus
- Calendarul copt
- Calendarul persan / Calendarul iranian (Calendarul Jalāli)
- Calendarul francez, instaurat în timpul Revoluției Franceze (24 august 1795)
- Calendarul armean
- Calendarul thailandez

Toate calendarele sunt o aproximare mai mult sau mai puțin precisă a anului tropic.

## Legături externe
- Corespondența dintre calendarul ebraic și cel islamic, luni și vacanțe (pdf)